# Karta woźnicy
Karta woźnicy – dokument uprawniający do kierowania pojazdem zaprzęgowym, przewidziany w polskim prawie w latach 1962–1997. 
W 1962 roku wprowadzono obowiązek posiadania odrębnego dokumentu (zaświadczenia) dla osób kierujących pojazdami zaprzęgowymi. Dotyczyło to obowiązkowo tylko tych pojazdów zaprzęgowych, które były przeznaczone do transportu zarobkowego, jednakże przepisy przewidywały możliwość wprowadzenia przez władze lokalne obowiązku posiadania takich dokumentów przez kierujących innymi pojazdami zaprzęgowymi.  
Kartę woźnicy wydawać miały organy powiatowej rady narodowej, które miały też prowadzić rejestr wydanych kart. Ustalono, że wydanie karty woźnicy wymagać będzie sprawdzenia znajomości przepisów o ruchu drogowym przez upoważnionego członka komisji egzaminacyjnej dla dorosłych lub przez inną osobę posiadającą kwalifikacje (nie ustalono, jakie). Przepisy nie przewidywały egzaminu z techniki jazdy. Wzór karty woźnicy mieli określić Ministrowie Komunikacji i Spraw Wewnętrznych. Wiek uprawniający do uzyskania karty woźnicy nie został określony wprost, ale zgodnie z innym przepisem do kierowania pojazdem zaprzęgowym na drodze publicznej wymagano: 14 lub 18 lat, w zależności od rodzaju drogi. W ówczesnym stanie prawnym nie przewidywano możliwości okazania w miejsce karty woźnicy innego dokumentu. 
Istotne zmiany nastąpiły w 1983 roku. Wtedy to obowiązek posiadania uprawnień do kierowania pojazdem zaprzęgowym zyskał rangę ustawową. Karta woźnicy stała się wówczas jednym z czterech rodzajów uprawnień do kierowania pojazdem zaprzęgowym, obok prawa jazdy (dowolnej kategorii), karty motorowerowej lub karty rowerowej, o ile posiadacz tych dokumentów ukończył 17 lat. Równocześnie podwyższono wiek uprawniający do uzyskania karty woźnicy do 17 lat. Co ważne, przepisy nie przewidywały - jak uprzednio - ograniczenia wymagania karty woźnicy do transportu zarobkowego, a zatem obowiązek jej posiadania dotyczył już prowadzenia każdego pojazdu zaprzęgowego. Karta woźnicy mogła zostać w określonych przypadkach (m.in. znajdowania się kierującego w stanie nietrzeźwości lub po użyciu alkoholu) zatrzymana lub administracyjnie cofnięta (m.in. ze względu na stan zdrowia). Wzór karty woźnicy ustalili w drodze rozporządzenia Ministrowie Komunikacji i Spraw Wewnętrznych. 
W 1991 roku zmieniono przepisy dotyczące kart woźnicy – minimalny wiek jej posiadacza obniżono do 15 lat. 
W 1997 roku, wraz z wejściem w życie nowych przepisów o ruchu drogowym, karta woźnicy została usunięta z systemu uprawnień do kierowania pojazdami. Do kierowania pojazdem zaprzęgowym przez osobę, która ukończyła 18 lat, nie było wymagane posiadanie żadnych uprawnień. W przypadku osób, które osiągnęły ten wiek, dokument uprawniający do kierowania nie jest wymagany. Osiągnięcie tego wieku potwierdzał dokument tożsamości albo prawo jazdy. Osoby młodsze powinny były zaś posiadać prawo jazdy lub, w przypadku ukończenia 15. roku życia, także kartę motorowerową lub kartę rowerową. Po 19 stycznia 2013 roku, tj. po wejściu w życie ustawy o kierujących pojazdami stan ten co do zasady utrzymano, z tym, że z wyliczenia usunięto kartę motorowerową, która również nie jest już wydawana.